# Jean d'Ylen
Jean D'Ylen, pseudonimo di Jean Paul Beguin (Parigi, 7 agosto 1886 – Parigi, 21 novembre 1938), è stato un illustratore francese.

## Biografia e attività pubblicitaria

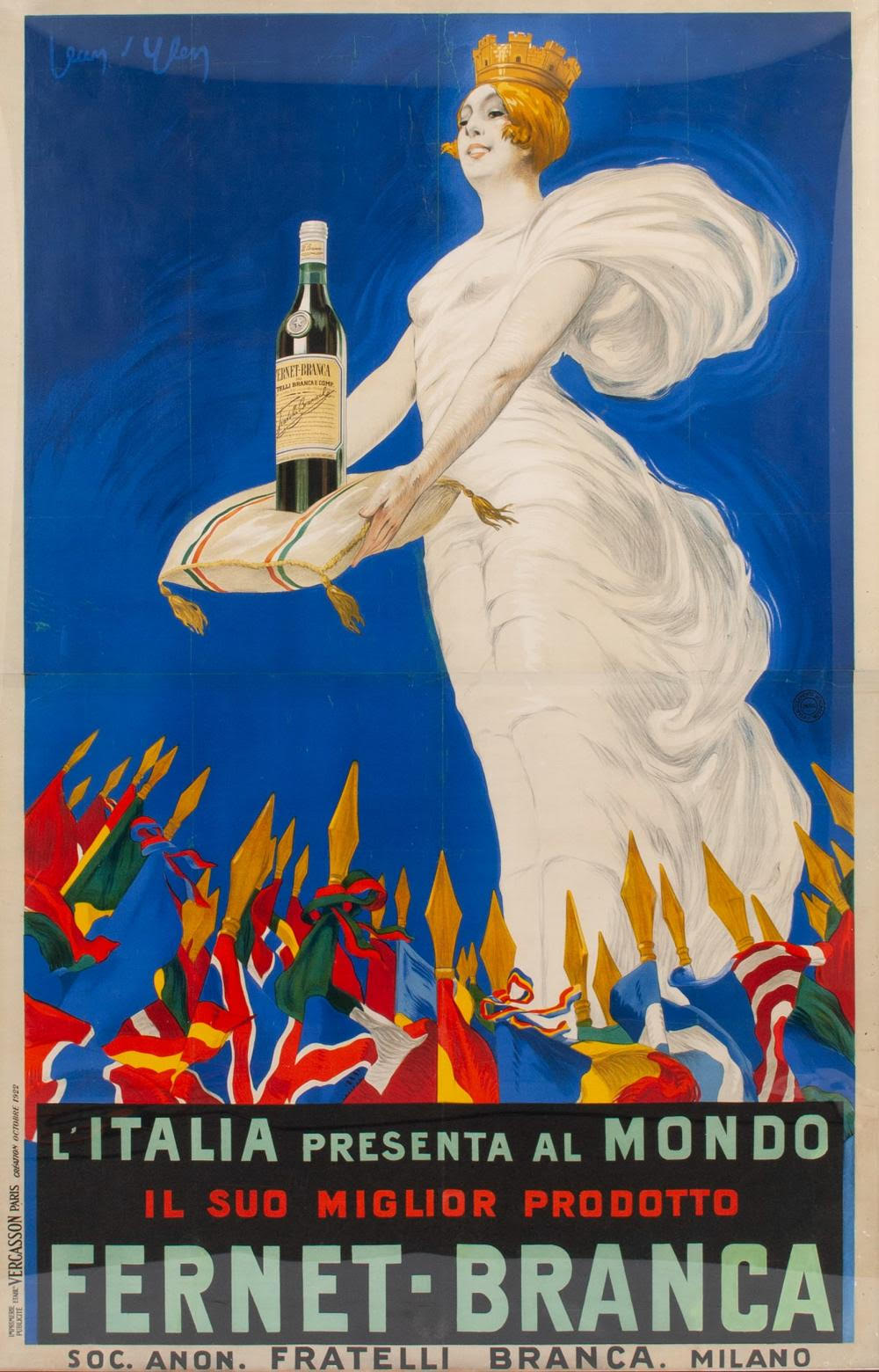

Dopo un avvio di carriera come disegnatore di gioielli divenne illustratore pubblicitario per la società editrice Vercasson di Parigi, dove, pur essendo considerato un pittore di scarso livello, prese il posto di Leonetto Cappiello, licenziato per motivi politici nel 1918, durante la prima guerra mondiale.
Nella sua carriera si affermò come illustratore per molte società, fra le quali Fratelli Branca, nel cui museo aziendale sono esposti alcuni suoi lavori, Shell, Cantine Florio e Chocolat Pupier (del cui marchio d'Ylen fu inventore).